# Referèndum belarús de 1996
El 24 de novembre de 1996 es va celebrar a Belarús un referèndum de set preguntes. El president Aleksandr Lukaixenko va presentar quatre preguntes sobre el canvi de la data del dia de la independència del país, la modificació de la constitució, la modificació de les lleis sobre la venda de terres i l'abolició de la pena de mort. El Consell Suprem va presentar tres preguntes sobre les esmenes constitucionals de les faccions comunista i agrària, les eleccions locals i les finances nacionals.
Totes les propostes de Lukaixenko van ser aprovades, concretament, el canvi de la festa nacional de Belarús, la modificació de la Constitució i el manteniment de la pena de mort i la prohibició de la venda de terres. La participació en el referèndum va ser del 84,1%. No obstant això, el referèndum, igual que el seu predecessor de 1995, va ser condemnat per les organitzacions internacionals, inclosa l'Assemblea Parlamentària de l'OSCE, per estar molt lluny de les normes democràtiques, mentre que uns altres el van descriure com una nova consolidació de la dictadura de Lukaixenko.